# Перетворення квартет білого тема (шахи)
Квартет білого перетворення — тема в шаховій композиції. Суть теми — у варіантах розв'язку задачі білі пішаки, або один білий пішак перетворюється в усі можливі фігури — ферзя, туру, слона, коня.

## Історія
Ідея почала розроблятись в кінці ХІХ століття. В розв'язку, наприклад,  двоходової чи триходової задачі виникають чотири тематичних варіанти захисту чорних. В залежності від захисту чорних, білі  пішаки при досягненні восьмої горизонталі перетворюються в різні можливі чотири фігури, від цього ідея дістала назву — квартет білого перетворення. Ще існує в шаховій композиції — квартет чорного перетворення, коли перетворюються чорні пішаки на чотири можливих фігури. Якщо перетворюється один пішак в різні фігури — це є паралельний квартет перетворень, якщо перетворюються чотири різні пішаки в різні фігури — послідовний квартет перетворень.

## Синтез з іншими темами
Цікавий задум виражено в наступній задачі.
|   | a | b | c | d | e | f | g | h |   |
| 8 | b7 чорний пішак · c7 чорний пішак · h7 білий кінь · a6 біла тура · c6 білий слон · d6 чорний король · e6 білий пішак · a5 чорний пішак · f5 білий пішак · a4 білий пішак · e4 білий пішак · h4 білий слон · a3 білий король · b3 білий кінь | b7 чорний пішак · c7 чорний пішак · h7 білий кінь · a6 біла тура · c6 білий слон · d6 чорний король · e6 білий пішак · a5 чорний пішак · f5 білий пішак · a4 білий пішак · e4 білий пішак · h4 білий слон · a3 білий король · b3 білий кінь | b7 чорний пішак · c7 чорний пішак · h7 білий кінь · a6 біла тура · c6 білий слон · d6 чорний король · e6 білий пішак · a5 чорний пішак · f5 білий пішак · a4 білий пішак · e4 білий пішак · h4 білий слон · a3 білий король · b3 білий кінь | b7 чорний пішак · c7 чорний пішак · h7 білий кінь · a6 біла тура · c6 білий слон · d6 чорний король · e6 білий пішак · a5 чорний пішак · f5 білий пішак · a4 білий пішак · e4 білий пішак · h4 білий слон · a3 білий король · b3 білий кінь | b7 чорний пішак · c7 чорний пішак · h7 білий кінь · a6 біла тура · c6 білий слон · d6 чорний король · e6 білий пішак · a5 чорний пішак · f5 білий пішак · a4 білий пішак · e4 білий пішак · h4 білий слон · a3 білий король · b3 білий кінь | b7 чорний пішак · c7 чорний пішак · h7 білий кінь · a6 біла тура · c6 білий слон · d6 чорний король · e6 білий пішак · a5 чорний пішак · f5 білий пішак · a4 білий пішак · e4 білий пішак · h4 білий слон · a3 білий король · b3 білий кінь | b7 чорний пішак · c7 чорний пішак · h7 білий кінь · a6 біла тура · c6 білий слон · d6 чорний король · e6 білий пішак · a5 чорний пішак · f5 білий пішак · a4 білий пішак · e4 білий пішак · h4 білий слон · a3 білий король · b3 білий кінь | b7 чорний пішак · c7 чорний пішак · h7 білий кінь · a6 біла тура · c6 білий слон · d6 чорний король · e6 білий пішак · a5 чорний пішак · f5 білий пішак · a4 білий пішак · e4 білий пішак · h4 білий слон · a3 білий король · b3 білий кінь | 8 |
| 7 | b7 чорний пішак · c7 чорний пішак · h7 білий кінь · a6 біла тура · c6 білий слон · d6 чорний король · e6 білий пішак · a5 чорний пішак · f5 білий пішак · a4 білий пішак · e4 білий пішак · h4 білий слон · a3 білий король · b3 білий кінь | b7 чорний пішак · c7 чорний пішак · h7 білий кінь · a6 біла тура · c6 білий слон · d6 чорний король · e6 білий пішак · a5 чорний пішак · f5 білий пішак · a4 білий пішак · e4 білий пішак · h4 білий слон · a3 білий король · b3 білий кінь | b7 чорний пішак · c7 чорний пішак · h7 білий кінь · a6 біла тура · c6 білий слон · d6 чорний король · e6 білий пішак · a5 чорний пішак · f5 білий пішак · a4 білий пішак · e4 білий пішак · h4 білий слон · a3 білий король · b3 білий кінь | b7 чорний пішак · c7 чорний пішак · h7 білий кінь · a6 біла тура · c6 білий слон · d6 чорний король · e6 білий пішак · a5 чорний пішак · f5 білий пішак · a4 білий пішак · e4 білий пішак · h4 білий слон · a3 білий король · b3 білий кінь | b7 чорний пішак · c7 чорний пішак · h7 білий кінь · a6 біла тура · c6 білий слон · d6 чорний король · e6 білий пішак · a5 чорний пішак · f5 білий пішак · a4 білий пішак · e4 білий пішак · h4 білий слон · a3 білий король · b3 білий кінь | b7 чорний пішак · c7 чорний пішак · h7 білий кінь · a6 біла тура · c6 білий слон · d6 чорний король · e6 білий пішак · a5 чорний пішак · f5 білий пішак · a4 білий пішак · e4 білий пішак · h4 білий слон · a3 білий король · b3 білий кінь | b7 чорний пішак · c7 чорний пішак · h7 білий кінь · a6 біла тура · c6 білий слон · d6 чорний король · e6 білий пішак · a5 чорний пішак · f5 білий пішак · a4 білий пішак · e4 білий пішак · h4 білий слон · a3 білий король · b3 білий кінь | b7 чорний пішак · c7 чорний пішак · h7 білий кінь · a6 біла тура · c6 білий слон · d6 чорний король · e6 білий пішак · a5 чорний пішак · f5 білий пішак · a4 білий пішак · e4 білий пішак · h4 білий слон · a3 білий король · b3 білий кінь | 7 |
| 6 | b7 чорний пішак · c7 чорний пішак · h7 білий кінь · a6 біла тура · c6 білий слон · d6 чорний король · e6 білий пішак · a5 чорний пішак · f5 білий пішак · a4 білий пішак · e4 білий пішак · h4 білий слон · a3 білий король · b3 білий кінь | b7 чорний пішак · c7 чорний пішак · h7 білий кінь · a6 біла тура · c6 білий слон · d6 чорний король · e6 білий пішак · a5 чорний пішак · f5 білий пішак · a4 білий пішак · e4 білий пішак · h4 білий слон · a3 білий король · b3 білий кінь | b7 чорний пішак · c7 чорний пішак · h7 білий кінь · a6 біла тура · c6 білий слон · d6 чорний король · e6 білий пішак · a5 чорний пішак · f5 білий пішак · a4 білий пішак · e4 білий пішак · h4 білий слон · a3 білий король · b3 білий кінь | b7 чорний пішак · c7 чорний пішак · h7 білий кінь · a6 біла тура · c6 білий слон · d6 чорний король · e6 білий пішак · a5 чорний пішак · f5 білий пішак · a4 білий пішак · e4 білий пішак · h4 білий слон · a3 білий король · b3 білий кінь | b7 чорний пішак · c7 чорний пішак · h7 білий кінь · a6 біла тура · c6 білий слон · d6 чорний король · e6 білий пішак · a5 чорний пішак · f5 білий пішак · a4 білий пішак · e4 білий пішак · h4 білий слон · a3 білий король · b3 білий кінь | b7 чорний пішак · c7 чорний пішак · h7 білий кінь · a6 біла тура · c6 білий слон · d6 чорний король · e6 білий пішак · a5 чорний пішак · f5 білий пішак · a4 білий пішак · e4 білий пішак · h4 білий слон · a3 білий король · b3 білий кінь | b7 чорний пішак · c7 чорний пішак · h7 білий кінь · a6 біла тура · c6 білий слон · d6 чорний король · e6 білий пішак · a5 чорний пішак · f5 білий пішак · a4 білий пішак · e4 білий пішак · h4 білий слон · a3 білий король · b3 білий кінь | b7 чорний пішак · c7 чорний пішак · h7 білий кінь · a6 біла тура · c6 білий слон · d6 чорний король · e6 білий пішак · a5 чорний пішак · f5 білий пішак · a4 білий пішак · e4 білий пішак · h4 білий слон · a3 білий король · b3 білий кінь | 6 |
| 5 | b7 чорний пішак · c7 чорний пішак · h7 білий кінь · a6 біла тура · c6 білий слон · d6 чорний король · e6 білий пішак · a5 чорний пішак · f5 білий пішак · a4 білий пішак · e4 білий пішак · h4 білий слон · a3 білий король · b3 білий кінь | b7 чорний пішак · c7 чорний пішак · h7 білий кінь · a6 біла тура · c6 білий слон · d6 чорний король · e6 білий пішак · a5 чорний пішак · f5 білий пішак · a4 білий пішак · e4 білий пішак · h4 білий слон · a3 білий король · b3 білий кінь | b7 чорний пішак · c7 чорний пішак · h7 білий кінь · a6 біла тура · c6 білий слон · d6 чорний король · e6 білий пішак · a5 чорний пішак · f5 білий пішак · a4 білий пішак · e4 білий пішак · h4 білий слон · a3 білий король · b3 білий кінь | b7 чорний пішак · c7 чорний пішак · h7 білий кінь · a6 біла тура · c6 білий слон · d6 чорний король · e6 білий пішак · a5 чорний пішак · f5 білий пішак · a4 білий пішак · e4 білий пішак · h4 білий слон · a3 білий король · b3 білий кінь | b7 чорний пішак · c7 чорний пішак · h7 білий кінь · a6 біла тура · c6 білий слон · d6 чорний король · e6 білий пішак · a5 чорний пішак · f5 білий пішак · a4 білий пішак · e4 білий пішак · h4 білий слон · a3 білий король · b3 білий кінь | b7 чорний пішак · c7 чорний пішак · h7 білий кінь · a6 біла тура · c6 білий слон · d6 чорний король · e6 білий пішак · a5 чорний пішак · f5 білий пішак · a4 білий пішак · e4 білий пішак · h4 білий слон · a3 білий король · b3 білий кінь | b7 чорний пішак · c7 чорний пішак · h7 білий кінь · a6 біла тура · c6 білий слон · d6 чорний король · e6 білий пішак · a5 чорний пішак · f5 білий пішак · a4 білий пішак · e4 білий пішак · h4 білий слон · a3 білий король · b3 білий кінь | b7 чорний пішак · c7 чорний пішак · h7 білий кінь · a6 біла тура · c6 білий слон · d6 чорний король · e6 білий пішак · a5 чорний пішак · f5 білий пішак · a4 білий пішак · e4 білий пішак · h4 білий слон · a3 білий король · b3 білий кінь | 5 |
| 4 | b7 чорний пішак · c7 чорний пішак · h7 білий кінь · a6 біла тура · c6 білий слон · d6 чорний король · e6 білий пішак · a5 чорний пішак · f5 білий пішак · a4 білий пішак · e4 білий пішак · h4 білий слон · a3 білий король · b3 білий кінь | b7 чорний пішак · c7 чорний пішак · h7 білий кінь · a6 біла тура · c6 білий слон · d6 чорний король · e6 білий пішак · a5 чорний пішак · f5 білий пішак · a4 білий пішак · e4 білий пішак · h4 білий слон · a3 білий король · b3 білий кінь | b7 чорний пішак · c7 чорний пішак · h7 білий кінь · a6 біла тура · c6 білий слон · d6 чорний король · e6 білий пішак · a5 чорний пішак · f5 білий пішак · a4 білий пішак · e4 білий пішак · h4 білий слон · a3 білий король · b3 білий кінь | b7 чорний пішак · c7 чорний пішак · h7 білий кінь · a6 біла тура · c6 білий слон · d6 чорний король · e6 білий пішак · a5 чорний пішак · f5 білий пішак · a4 білий пішак · e4 білий пішак · h4 білий слон · a3 білий король · b3 білий кінь | b7 чорний пішак · c7 чорний пішак · h7 білий кінь · a6 біла тура · c6 білий слон · d6 чорний король · e6 білий пішак · a5 чорний пішак · f5 білий пішак · a4 білий пішак · e4 білий пішак · h4 білий слон · a3 білий король · b3 білий кінь | b7 чорний пішак · c7 чорний пішак · h7 білий кінь · a6 біла тура · c6 білий слон · d6 чорний король · e6 білий пішак · a5 чорний пішак · f5 білий пішак · a4 білий пішак · e4 білий пішак · h4 білий слон · a3 білий король · b3 білий кінь | b7 чорний пішак · c7 чорний пішак · h7 білий кінь · a6 біла тура · c6 білий слон · d6 чорний король · e6 білий пішак · a5 чорний пішак · f5 білий пішак · a4 білий пішак · e4 білий пішак · h4 білий слон · a3 білий король · b3 білий кінь | b7 чорний пішак · c7 чорний пішак · h7 білий кінь · a6 біла тура · c6 білий слон · d6 чорний король · e6 білий пішак · a5 чорний пішак · f5 білий пішак · a4 білий пішак · e4 білий пішак · h4 білий слон · a3 білий король · b3 білий кінь | 4 |
| 3 | b7 чорний пішак · c7 чорний пішак · h7 білий кінь · a6 біла тура · c6 білий слон · d6 чорний король · e6 білий пішак · a5 чорний пішак · f5 білий пішак · a4 білий пішак · e4 білий пішак · h4 білий слон · a3 білий король · b3 білий кінь | b7 чорний пішак · c7 чорний пішак · h7 білий кінь · a6 біла тура · c6 білий слон · d6 чорний король · e6 білий пішак · a5 чорний пішак · f5 білий пішак · a4 білий пішак · e4 білий пішак · h4 білий слон · a3 білий король · b3 білий кінь | b7 чорний пішак · c7 чорний пішак · h7 білий кінь · a6 біла тура · c6 білий слон · d6 чорний король · e6 білий пішак · a5 чорний пішак · f5 білий пішак · a4 білий пішак · e4 білий пішак · h4 білий слон · a3 білий король · b3 білий кінь | b7 чорний пішак · c7 чорний пішак · h7 білий кінь · a6 біла тура · c6 білий слон · d6 чорний король · e6 білий пішак · a5 чорний пішак · f5 білий пішак · a4 білий пішак · e4 білий пішак · h4 білий слон · a3 білий король · b3 білий кінь | b7 чорний пішак · c7 чорний пішак · h7 білий кінь · a6 біла тура · c6 білий слон · d6 чорний король · e6 білий пішак · a5 чорний пішак · f5 білий пішак · a4 білий пішак · e4 білий пішак · h4 білий слон · a3 білий король · b3 білий кінь | b7 чорний пішак · c7 чорний пішак · h7 білий кінь · a6 біла тура · c6 білий слон · d6 чорний король · e6 білий пішак · a5 чорний пішак · f5 білий пішак · a4 білий пішак · e4 білий пішак · h4 білий слон · a3 білий король · b3 білий кінь | b7 чорний пішак · c7 чорний пішак · h7 білий кінь · a6 біла тура · c6 білий слон · d6 чорний король · e6 білий пішак · a5 чорний пішак · f5 білий пішак · a4 білий пішак · e4 білий пішак · h4 білий слон · a3 білий король · b3 білий кінь | b7 чорний пішак · c7 чорний пішак · h7 білий кінь · a6 біла тура · c6 білий слон · d6 чорний король · e6 білий пішак · a5 чорний пішак · f5 білий пішак · a4 білий пішак · e4 білий пішак · h4 білий слон · a3 білий король · b3 білий кінь | 3 |
| 2 | b7 чорний пішак · c7 чорний пішак · h7 білий кінь · a6 біла тура · c6 білий слон · d6 чорний король · e6 білий пішак · a5 чорний пішак · f5 білий пішак · a4 білий пішак · e4 білий пішак · h4 білий слон · a3 білий король · b3 білий кінь | b7 чорний пішак · c7 чорний пішак · h7 білий кінь · a6 біла тура · c6 білий слон · d6 чорний король · e6 білий пішак · a5 чорний пішак · f5 білий пішак · a4 білий пішак · e4 білий пішак · h4 білий слон · a3 білий король · b3 білий кінь | b7 чорний пішак · c7 чорний пішак · h7 білий кінь · a6 біла тура · c6 білий слон · d6 чорний король · e6 білий пішак · a5 чорний пішак · f5 білий пішак · a4 білий пішак · e4 білий пішак · h4 білий слон · a3 білий король · b3 білий кінь | b7 чорний пішак · c7 чорний пішак · h7 білий кінь · a6 біла тура · c6 білий слон · d6 чорний король · e6 білий пішак · a5 чорний пішак · f5 білий пішак · a4 білий пішак · e4 білий пішак · h4 білий слон · a3 білий король · b3 білий кінь | b7 чорний пішак · c7 чорний пішак · h7 білий кінь · a6 біла тура · c6 білий слон · d6 чорний король · e6 білий пішак · a5 чорний пішак · f5 білий пішак · a4 білий пішак · e4 білий пішак · h4 білий слон · a3 білий король · b3 білий кінь | b7 чорний пішак · c7 чорний пішак · h7 білий кінь · a6 біла тура · c6 білий слон · d6 чорний король · e6 білий пішак · a5 чорний пішак · f5 білий пішак · a4 білий пішак · e4 білий пішак · h4 білий слон · a3 білий король · b3 білий кінь | b7 чорний пішак · c7 чорний пішак · h7 білий кінь · a6 біла тура · c6 білий слон · d6 чорний король · e6 білий пішак · a5 чорний пішак · f5 білий пішак · a4 білий пішак · e4 білий пішак · h4 білий слон · a3 білий король · b3 білий кінь | b7 чорний пішак · c7 чорний пішак · h7 білий кінь · a6 біла тура · c6 білий слон · d6 чорний король · e6 білий пішак · a5 чорний пішак · f5 білий пішак · a4 білий пішак · e4 білий пішак · h4 білий слон · a3 білий король · b3 білий кінь | 2 |
| 1 | b7 чорний пішак · c7 чорний пішак · h7 білий кінь · a6 біла тура · c6 білий слон · d6 чорний король · e6 білий пішак · a5 чорний пішак · f5 білий пішак · a4 білий пішак · e4 білий пішак · h4 білий слон · a3 білий король · b3 білий кінь | b7 чорний пішак · c7 чорний пішак · h7 білий кінь · a6 біла тура · c6 білий слон · d6 чорний король · e6 білий пішак · a5 чорний пішак · f5 білий пішак · a4 білий пішак · e4 білий пішак · h4 білий слон · a3 білий король · b3 білий кінь | b7 чорний пішак · c7 чорний пішак · h7 білий кінь · a6 біла тура · c6 білий слон · d6 чорний король · e6 білий пішак · a5 чорний пішак · f5 білий пішак · a4 білий пішак · e4 білий пішак · h4 білий слон · a3 білий король · b3 білий кінь | b7 чорний пішак · c7 чорний пішак · h7 білий кінь · a6 біла тура · c6 білий слон · d6 чорний король · e6 білий пішак · a5 чорний пішак · f5 білий пішак · a4 білий пішак · e4 білий пішак · h4 білий слон · a3 білий король · b3 білий кінь | b7 чорний пішак · c7 чорний пішак · h7 білий кінь · a6 біла тура · c6 білий слон · d6 чорний король · e6 білий пішак · a5 чорний пішак · f5 білий пішак · a4 білий пішак · e4 білий пішак · h4 білий слон · a3 білий король · b3 білий кінь | b7 чорний пішак · c7 чорний пішак · h7 білий кінь · a6 біла тура · c6 білий слон · d6 чорний король · e6 білий пішак · a5 чорний пішак · f5 білий пішак · a4 білий пішак · e4 білий пішак · h4 білий слон · a3 білий король · b3 білий кінь | b7 чорний пішак · c7 чорний пішак · h7 білий кінь · a6 біла тура · c6 білий слон · d6 чорний король · e6 білий пішак · a5 чорний пішак · f5 білий пішак · a4 білий пішак · e4 білий пішак · h4 білий слон · a3 білий король · b3 білий кінь | b7 чорний пішак · c7 чорний пішак · h7 білий кінь · a6 біла тура · c6 білий слон · d6 чорний король · e6 білий пішак · a5 чорний пішак · f5 білий пішак · a4 білий пішак · e4 білий пішак · h4 білий слон · a3 білий король · b3 білий кінь | 1 |
|   | a | b | c | d | e | f | g | h |   |

1. e7!
1. ... b6 2. e8D   b5   3. De6#
1. ... bc 2. e8T!   Kd7 3. Td8#
1. ... ba 2. e8L!   Ke5 3. Lg3#
1. ... b5 2. e8S+! Ke5 3. Lg3#
Квартет білого перетворення виражено з темою пікенінні. 